# Chibombo
Chibombo – miasto w Zambii, w prowincji Centralnej. Według danych szacunkowych na rok 2010 liczy 5.440 mieszkańców.